# Arthur Lieutenant
Arthur Lieutenant (* 9. September 1884 in Jauer; † 10. Oktober 1968 in Frankfurt am Main) war ein deutscher Politiker (DDP, DPD, LDP).

## Leben
Lieutenant absolvierte ein Studium der Nationalökonomie und war anschließend als Syndikus tätig. Nach dem Ende des Ersten Weltkrieges gehörte er Ende 1918 zu den Mitbegründern der Freiwilligen Volkspartei in Glogau, einer Ortsgruppe der Deutschen Volkspartei (DVP), trat aber alsbald zur Deutschen Demokratischen Partei (DDP) über. Seit 1919 war er besoldeter Stadtrat in Glogau, 1931 wurde er zum Glogauer Bürgermeister gewählt. Nach der Machtübernahme der Nationalsozialisten wurde er seines Amtes enthoben und für zwölf Wochen inhaftiert.
Nach dem Ende des Zweiten Weltkrieges zählte Lieutenant im Juli 1945 zum Gründerkreis der Liberal-Demokratischen Partei Deutschlands (LDP) und fungierte fortan als geschäftsführendes Vorstandsmitglied der Partei. Im Februar 1946 wurde er auf der ersten LDP-Delegiertentagung zum stellvertretenden Parteivorsitzenden gewählt. Parallel dazu war er zwischen März 1947 und Januar 1948 neben Ernst Mayer einer der beiden Geschäftsführer der kurzlebigen zonenübergreifenden Demokratischen Partei Deutschlands (DPD). Nach dem Tod des bisherigen LDP-Vorsitzenden Wilhelm Külz übernahm er im April 1948 kommissarisch die Leitung der Parteigeschäfte und galt auch als aussichtsreichster Kandidat für die nunmehr ausstehende Parteivorsitzendenwahl. Seine entschiedene Ablehnung des Kommunismus hatte ihn jedoch bei der sowjetischen Besatzungsbehörde und der allmählich zur Hegemonialpartei avancierenden SED in Ungnade fallen lassen, was ihn schließlich im Oktober 1948 dazu bewog, sein Amt als geschäftsführender LDP-Vorsitzender niederzulegen.
Im Mai 1948 wurde Lieutenant als Nachfolger seines Parteifreundes Walter Kunze zum Finanzminister des Landes Brandenburg im Kabinett Steinhoff II berufen. Außerdem war er zwischen März 1948 und Oktober 1949 Mitglied des Deutschen Volksrates. Mit der Staatsgründung der DDR trat er als Landesminister zurück und legte sein Mandat in der Provisorischen Volkskammer nieder.
Nachdem er sich krankheitsbedingt bereits seit längerer Zeit in West-Berlin aufgehalten hatte, kehrte er im Oktober 1949 nicht in die DDR zurück. Daraufhin schloss ihn die Partei im Oktober 1950 offiziell aus. In seiner neuen Wahlheimat betätigte er sich noch einmal von 1950 bis 1953 als Vorsitzender der sogenannten Exil-LDP.